# Jean Ménard (évêque)
Pour les articles homonymes, voir Ménard.
Cet article concerne l'évêque. Pour l'écrivain, voir Jean Ménard (écrivain).
Jean Ménard, né à Dreux (Eure-et-Loir) le 10 novembre 1910 et mort à Rodez (Aveyron) le 28 juin 1973, est un ecclésiastique français du XXe siècle qui a été évêque de Rodez de 1955 à 1973.

## Biographie
Il est né le 10 novembre 1910 à Dreux dans l'Eure-et-Loir. Il est ordonné prêtre le 29 juillet 1935. Il est nommé évêque auxiliaire de Chartres le 14 avril 1953. Il est ordonné évêque titulaire d'Alia le 11 juin 1953. Il est ordonné évêque de Rodez le 11 juin 1953. Il est mort le 28 juin 1973 à Rodez. Il a soutenu les paysans du Larzac dans les années 1970 lors de la lutte du Larzac.